# Češko Selo
Češko Selo (en serbe cyrillique : Чешко Село ; en hongrois : Csehfalva) est un village de Serbie situé dans la province autonome de Voïvodine. Il fait partie de la municipalité de Bela Crkva dans le district du Banat méridional. Au recensement de 2011, il comptait 40 habitants.
Češko Selo, qui, en serbe signifie le « village tchèque », est la seule localité de Voïvodine et de Serbie à disposer d'un majorité de peuplement tchèque. Mentionné pour la première fois en 1415, le village est également connu sous le nom de Fabijan.

## Démographie

### Évolution historique de la population
| 1948 | 1953 | 1961 | 1971 | 1981 | 1991 | 2002 | 2011 |
| ---- | ---- | ---- | ---- | ---- | ---- | ---- | ---- |
| 193  | 179  | 163  | 118  | 86   | 58   | 46   | 40   |

|  |